# Stromates
Ne doit pas être confondu avec Stomates.

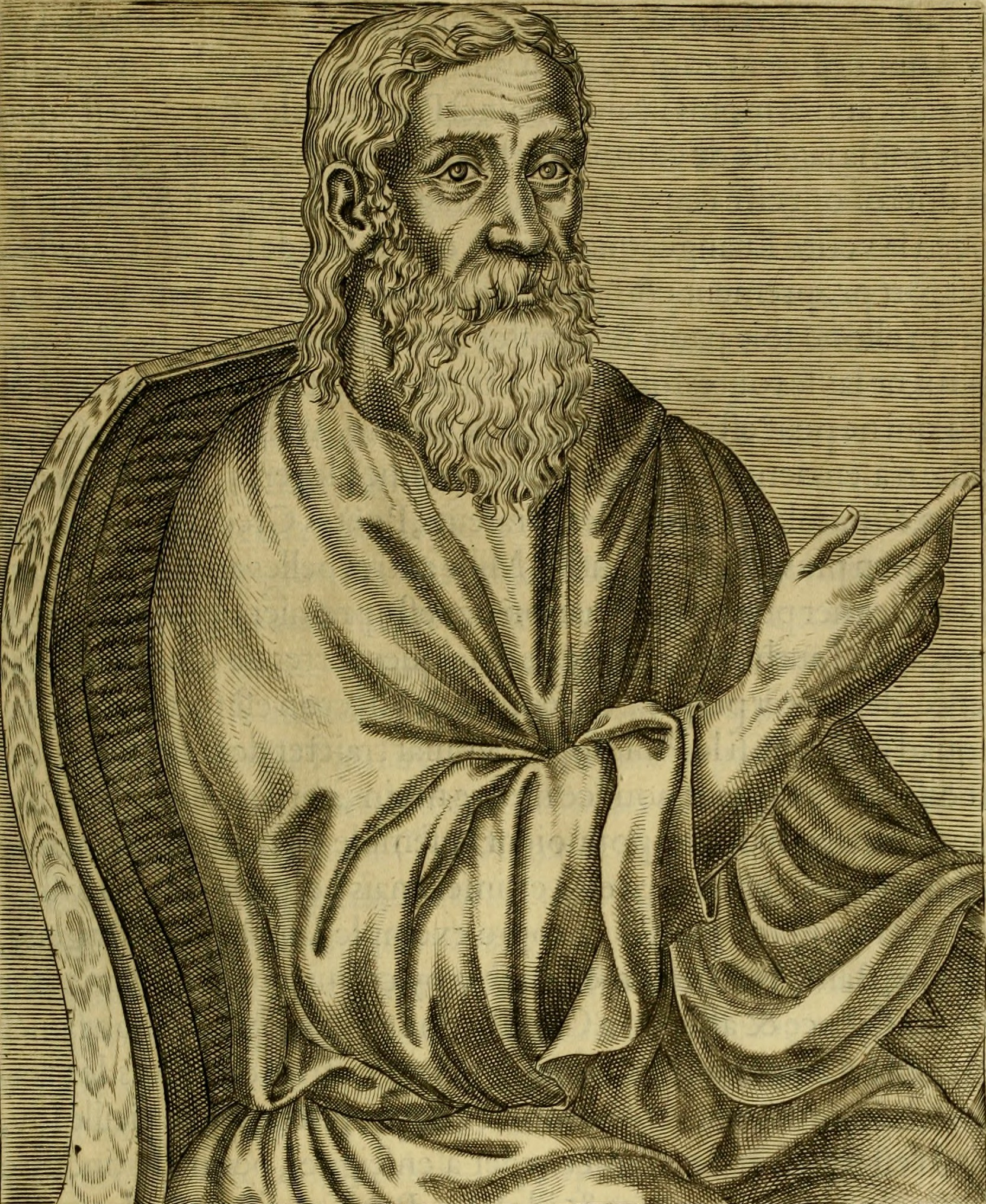
Clément d'Alexandrie.

Les Stromates (en grec ancien : Στρώματα) ou Stromateis (Στρωματεῖς, « Mélanges »), est la troisième œuvre de la trilogie de Clément d'Alexandrie (environ 150 – 215 après J.-C.) sur la vie chrétienne. Clément d'Alexandrie a titré son travail Stromateis, « Mélanges », parce qu'il y traite d'une grande variété de sujets. Cet ouvrage va plus loin que ses deux précédents et vise à la perfection de la vie chrétienne par l'initiation à la connaissance totale. Il essaye, sur la base des Écritures et de la tradition, de donner un compte-rendu de la foi chrétienne qui sache répondre aux exigences de tous les savants, et conduire l'étudiant dans les profondes réalités de sa croyance.
Les contenus des Stromates, comme leur titre l'indique, sont divers. Leur place dans la trilogie, est discutée – Clément avait initialement prévu d'écrire le Didasculus, un travail qui permettrait de compléter les conseils pratiques du Paedagogus avec un enseignement plus intellectuel de la théologie Les Stromates sont moins systématiques et ordonnés que ses autres œuvres, et André Méhat a posé l'hypothèse que l'ouvrage était destiné à un lectorat limité et ésotérique.

## Contenu des livres
Le premier livre traite de la philosophie grecque. Dans la continuité de ses autres écrits, Clément affirme que la philosophie avait un rôle propédeutique pour les Grecs, comme c'est le cas de la loi pour les Juifs. Il se lance alors dans une discussion sur les origines de la culture grecque et de la technologie, en faisant valoir que la plupart des figures importantes du monde grec étaient des étrangers, et que la culture juive a exercé la plus grande influence sur la Grèce. Dans le but de démontrer la primauté de Moïse, Clément donne une longue chronologie du monde, où il date la naissance du Christ au 25 avril ou mai, entre les années 4 à 2 avant J.-C, et la création du monde à 5592 avant J.-C. Le livre se termine sur une discussion sur l'origine des langues et la possibilité d'une influence juive sur Platon.
Le deuxième livre est en grande partie consacré aux rôles respectifs de la foi et de l'argumentation philosophique. Clément affirme que, bien que l'argumentation philosophique soit importante, la foi, augmentée de la crainte de Dieu, l'est davantage parce que c'est par elle que la sagesse divine est transmise aux hommes. Pour Clément, l'Écriture est une philosophie primitive, mais vraie et innée qui est augmentée par la raison humaine à travers le Logos. La foi dépend de la volonté, et la décision de croire est une étape fondamentale dans le rapprochement avec Dieu,. Cela ne peut pas être irrationnel, puisque fondé sur la connaissance de la vérité du Logos, au contraire l'ensemble des connaissances procèdent de la foi, comme les premiers principes sont indémontrables à l'extérieur d'une structure systématique.
Le troisième livre traite de l'ascétisme. Il parle du mariage, qui est traité de la même manière dans le Paedagogus. Clément rejette l'opposition gnostique au mariage, arguant que seuls les hommes qui ne sont pas intéressés par les femmes devraient rester célibataires, et que la sexualité est un bienfait si elle est pratiquée dans le cadre du mariage et pour procréer. Cependant, il n'en a pas toujours été ainsi : la Chute s'est produite parce qu'Adam et Ève ont succombé à leurs désirs mutuels et se sont accouplés trop tôt. Il est allé à l'encontre de l'idée selon laquelle les chrétiens devraient rejeter leur famille pour une vie ascétique, qui découle de Luc, en soutenant que Jésus n'aurait pas contredit le précepte qui demande : « Honore ton Père et ta Mère », l'un des Dix Commandements. Clément conclut que l'ascétisme n'est récompensée si sa motivation est de nature chrétienne, et donc l'ascèse des non-chrétiens tels que les gymnosophistes est inutile,.
Clément commence le quatrième livre par expliquer la nature désorganisée de son travail, et donne une brève description de ses objectifs pour les trois ou quatre livres à faire. Le quatrième livre se concentre sur le martyre. Alors que tous les bons chrétiens ne devraient pas avoir peur de la mort, Clément condamne ceux qui recherchent activement le martyre, en faisant valoir qu'ils n'ont pas suffisamment de respect pour le don de la vie que leur a fait Dieu. Il n'est pas clair si  tout croyant chrétien peut devenir un martyr, ou si le martyre est réservé à ceux qui ont vécu des vies exceptionnelles. Les Marcionites ne peuvent pas devenir des martyrs parce que, ne croyant pas en la divinité de Dieu le Père, leurs souffrances sont en vain. Il se permet ensuite une digression au sujet de l'épistémologie théologique. Selon Clément, il n'existe aucun moyen de tester empiriquement l'existence de Dieu le Père, parce que le Logos est révélateur, ce qui ne veut pas dire analysable, bien que le Christ était un objet des sens. Dieu n'a pas de commencement, et il est l'universel premier principe.
Le cinquième livre revient sur le sujet de la foi. Clément fait valoir que la vérité, la justice et la bonté peuvent être perçus uniquement par l'esprit, non pas de l'œil ; la foi est donc un moyen d'accéder à l'invisible. Il souligne que la connaissance de Dieu peut être atteinte par la foi lorsqu'ont été corrigées les fautes morales. Cela crée un parallèle avec l'insistance antérieur de Clément sur le martyre en tant qu'il ne peut être atteint que par ceux qui pratiquent leur foi dans le Christ et par de bonnes actions, et non pas tout simplement ceux qui professent leur foi. Dieu transcende la matière entièrement, et donc le matérialiste ne peut pas vraiment connaître Dieu. Bien que le Christ fût Dieu incarné, c'est notre appréhension spirituelle et non physique du Christ qui importe.
Au début du sixième livre, Clément a l'intention de démontrer que les œuvres de poètes grecs sont dérivées des livres prophétiques de la Bible. Afin de renforcer la position qu'il soutient et qui veut que les Grecs étaient enclins au plagiat, il cite de nombreux exemples d'appropriation injuste par les écrivains de l'époque classique. Ces citations de deuxième main lui viennent d'un ouvrage Sur le Plagiat, anonyme, du IIIe siècle av. J.-C., et parfois attribué à Arétadès de Cnide. Clément fait ensuite une digression sur le péché et l'enfer, en expliquant qu'Adam n'était pas parfait lors de sa création, mais avait reçu le potentiel pour atteindre sa perfection. Il prône largement la doctrine universaliste, jugeant que la promesse du Christ concernant le salut est valable pour tous, même ceux qui sont condamnés à l'enfer.
Le dernier livre commence par une description de la nature du Christ, et de celle du vrai chrétien, qui vise à être aussi semblable que possible au Père et au Fils. Clément critique ensuite l'anthropomorphisme naïf de la plupart des religions antiques, citant la célèbre description des divinités africaines, thraces et égyptiennes que fait Xénophane. Il précise que les dieux grecs peuvent aussi avoir eu leurs origines dans la personnification d'objets matériels : Arès et le fer, Dionysos et le vin. La prière, et la relation entre l'amour et la connaissance sont ensuite discutés. « 1 Corinthians 13:8 » semble en contradiction avec la caractérisation du vrai chrétien comme celui qui sait ; mais pour Clément, la connaissance disparaît seulement en ce qu'elle est submergée par l'amour universel exprimé par le chrétien dans son respect pour son Créateur. À la suite de Socrate, il soutient que le vice résulte d'un état d'ignorance, pas de l'intention. Le chrétien est un « ouvrier dans la vigne de Dieu », responsable à la fois de son propre chemin vers le salut et celui de son voisin. Le travail se termine par un discours prolongé contre les divisions contemporaines et les hérésies dans l'Église.

## La question d'un huitième livre
De l'œuvre de Clément subsistent sept livres, mais on peut douter qu'il puisse y avoir traité tous les sujets qu'il s'était donnés. L'absence de certains sujets a conduit les chercheurs à se demander s'il avait écrit un livre huit. C'est ce qui semble être le cas à la lecture d'Eusèbe (VI. xiii. 1) et le Florilegia ; diverses tentatives ont été faites pour identifier un traité court ou fragmentaire de ses œuvres qui aurait fait partie de ce livre. Photius, au IXe siècle, retrouve différents textes annexés à des manuscrits des sept livres de Clément d'Alexandrie, qui conduisent Daniel Heinsius (1580-1655) à suggérer que l'original du huitième livre est perdu, et que le texte censé être celui du huitième livre se trouve dans des fragments des Hypopotoses.
En tout cas, les « extraits » et « sélections » qui, avec une partie d'un traité sur la méthode logique, sont désignés comme le huitième livre des Stromates dans un seul manuscrit du XIe siècle, ne sont pas des parties des Hypotyposes, dont Clément est l'auteur. Ce travail est [Lequel ?] un bref commentaire sur des passages sélectionnés dans l'ensemble de la Bible, comme le montrent les fragments conservés par Oecumenius et dans la version latine du commentaire sur les Épîtres catholiques faite à l'instance de Cassiodore.[réf. nécessaire]

## Citations
« Quand [Dieu] dit : Ne soyez pas grand chose avec une femme étrange", il nous exhorte à utiliser, mais à ne pas s'y attarder, la culture laïque. »
« La sagesse est donc la reine de la philosophie, car la philosophie est une culture préparatoire. Car si la philosophie professe le contrôle de la langue, et du ventre, et ce qui est en dessous du ventre, c'est dans le but de son propre compte. Mais il apparaît plus digne de respect et de pré-éminence, si elle est cultivée pour l'honneur et la connaissance de Dieu. »